# Alfreton Town FC
Alfreton Town Football Club is een Engelse voetbalclub uit Alfreton, Derbyshire. De club komt uit in de National League North, het zesde niveau van het Engelse voetbal. Thuiswedstrijden worden afgewerkt op North Street. 
De beste prestatie van de club in de FA Cup is het bereiken van de tweede ronde, in 2008/09, 2012/13 en 2023/24. Het beste resultaat in de FA Trophy is de vierde ronde (2002/03 en 2004/05).

## Geschiedenis
De club werd opgericht in 1959 na een fusie tussen Alfreton Miners Welfare en Alfreton United. De gemeente stelde een stadion op North Street ter beschikking voor de club. Alfreton Town speelde de eerste twee seizoenen in de Central Alliance alvorens in 1961 over te stappen naar de Midland League. Hoewel ze hun eerste seizoen als hekkensluiter afsloten, werden ze in 1969/70 kampioen en bereikten ze voor het eerst de eerste ronde van de FA Cup, waarbij ze na drie replays werden uitgeschakeld door Barrow, destijds spelend in de Third Division. Na in 1971/72 tweede te zijn geworden, wonnen ze de competitie opnieuw in 1973/74. Datzelfde seizoen haalde ze ook weer de eerste ronde van de FA Cup, waarin ditmaal Blyth Spartans te sterk bleek. Een derde titel werd gewonnen in 1976/77 en de club eindigde als tweede in 1980/81 en 1981/82.
In 1982 fuseerde de Midland League met de Yorkshire League om de Northern Counties East League te vormen, waarbij Alfreton in de Premier Division werd geplaatst. In 1986/87 wonnen ze de Premier Division en verdienden ze promotie naar de nieuwe Division One van de Northern Premier League. De club bleef in Division One tot 1996, toen ze als tweede eindigden en werden gepromoveerd naar de Premier Division. Het seizoen 1997/98 eindigde Alfreton onderaan in de Premier Division en degradeerden ze terug naar Division One. Het volgende seizoen eindigden ze als laatste in Division One en zakten ze af Northern Counties East League.
Na een vijfde plaats in 1999/00 en een derde plaats in 2000/01, won Alfreton de Premier Division van de Northern Counties East League in  het seizoen 2001/02 en verdiende zodoende promotie naar Division One van de Northern Premier League. Het volgende seizoen wonnen ze opnieuw hun divisie en promoveerden ze naar de Premier Division. Na een vierde plaats in 2003/04 werd de club in de nieuwe Conference North geplaatst.
De eerste paar seizoenen van Alfreton in de Conference North werden telkens afgesloten in de middenmoot. In 2004 plaatste Alfreton zich voor het eerst sinds de jaren zeventig weer voor het hoofdtoernooi van de FA Cup. Hierin verloren ze na een replay van Macclesfield Town. In 2008/09 eindigde Alfreton als derde in de Conference North, wat recht gaf op deelname aan de play-offs om promotie. In de halve finale bleek AFC Telford United te sterk. Datzelfde seizoen haalde de ploeg ook voor het eerst de tweede ronde van de FA Cup, na Bury Town met 4-2 te hebben verslagen in de eerste ronde. Hierin verloren ze van Scunthorpe United. Het volgende seizoen (2009/10) eindigde de club wederom als derde en er volgde een nieuwe deelname aan de play-offs. Na Workington met 4-1 te hebben verslagen in de halve finale, bleek Fleetwood Town in de finale te sterk. Een jaar later werd Alfreton Town kampioen van de Conference North en dwong het promotie af naar de Conference National.
In de volgende drie seizoenen eindigde Alfreton in de middenmoot van het hoogste niveau van het non-league voetbal. Daarnaast bereikte het in 2012/13 weer de tweede ronde van de FA Cup, een evenaring van het clubrecord. In 2014/15 degradeerde de ploeg naar de hernoemde National League North, doordat het op de laatste speeldag met maarliefst 7-0 verloor van Bristol Rovers.

## Erelijst
- National League North: 2010/11
- Northern Premier League Division One: 2002/03
- Northern Counties East League Premier Division: 1986/87, 2001/02
- Midland League: 1969/70, 1973/74, 1876/77
- Derbyshire Senior Cup:1960/61, 1969/70, 1972/73, 1973/74, 1981/82, 1994/95, 2001/02, 2002/03, 2015/16, 2018/19